# Утчанское
Утчанское — село в Петуховском районе Курганской области. Входит в состав Курортного сельсовета.

## История
До 1917 года центр Утчанской волости Ишимского уезда Тобольской губернии. По данным на 1926 год состояло из 206 хозяйств. В административном отношении являлось центром Утчанского сельсовета Петуховского района Ишимского округа Уральской области.

## Население
| 1989 | 2002 | 2010 |
| ---- | ---- | ---- |
| 177  | ↘113 | ↘61  |

По данным переписи 1926 года в селе проживало 930 человек (449 мужчин и 481 женщина), в том числе: русские составляли 97 % населения, мордва — 1 %.